# Sanpaolo IMI
Sanpaolo IMI a luat ființă în anul 1998 prin fuziunea băncilor Bancario San Paolo di Torino și IMI (Istituto Mobiliare Italiano). La momentul fuziunii, Bancario San Paolo di Torino reprezenta una dintre cele mai vechi entități bancare europene, fiind rezultatul evoluției istorice a unei congregații fondată în data de 25 ianuarie 1563 în Torino sub denumirea Compagnia di San Paolo. Istituto Mobiliare Italiano era o entitate publică fondată în 1931 pentru sprijinirea reconstrucției industriei naționale italiene.
La 1 ianuarie 2007, Banca Intesa a fuzionat cu Sanpaolo IMI, formând Intesa Sanpaolo, formând astfel cel mai mare grup bancar din Italia.